# Kenneth Braaten
Pour les articles homonymes, voir Braaten.
Kenneth Braaten (né le 24 septembre 1974 à Mo i Rana) est un ancien spécialiste du combiné nordique norvégien actif de 1995 à 2005. Il remporte le titre olympique par équipe en 1998 et le titre de champion du monde de cette même épreuve en 2001.

## Palmarès

### Jeux olympiques d'hiver
| Épreuve / Édition | Nagano 1998 |
| Par équipes       | Or          |

### Championnats du monde
| Épreuve / Édition | Épreuve / Édition | Ramsau 1999 | Lahti 2001 | Val di Fiemme 2003 | Oberstdorf 2005 |
| ----------------- | ----------------- | ----------- | ---------- | ------------------ | --------------- |
| Sprint            | Sprint            | 7e          | 11e        | 5e                 | 24e             |
| Gundersen         | Gundersen         | 5e          | 13e        | 9e                 |                 |
| Par équipes       | Par équipes       | Argent      | Or         | 4e                 |                 |

### Coupe du monde
- Meilleur classement final : 6e en 1999.
- 6 podiums individuels dont 1 victoire lors du sprint de Ramsau am Dachstein, le 13 janvier 1998.

| saison    | place finale |
| --------- | ------------ |
| 2004-2005 | 35           |
| 2003-2004 | 56           |
| 2002-2003 | 8            |
| 2001-2002 | ?            |
| 2000-2001 | ?            |
| 1999-2000 | ?            |
| 1998-1999 | 6            |